# حكومة كورتز
حكومة كورتس (بالألمانية: Bundesregierung Kurz) هي حكومة ائتلافية شكّلها حزب الشعب النمساوي (ÖVP) وحزب الحرية النمساوي (FPÖ )، في 18 ديسمبر 2017 شغل فيها سيباستيان كورتس منصب المستشار الاتحادي وهاينتس كريستيان شتراخه منصب نائب المستشار. وسقطت هذه الحكومة في 18 مايو 2019 في أعقاب الفضيحة التي عرفت بقضية إيبيزا بإستقالة شتراخه وإعلان كورتس حل الحكومة.

## تشكيل الحكومة
شارك حكومة كورتس أشخاص يُعدوا جديدون في المجال السياسي وهم فاسمان وشرامبوك ولوجر وكارين كنايسل، ويُعد كورتس الوحيد المتبقي من الحكومة السابقة، كما أنه ارتفع عدد الوزيرات في حكومة كورتس من ثلاث إلى خمس مقارنة بعددهن في حكومة كيرن. وشغل بيتر لاونسكي تيفينتال منصب المتحدث الرسمي باسم الحكومة.
شكّلت الحكومة بعد انتخابات المجلس الوطنيالتي جرت في 15 أكتوبر 2017، وكلف الرئيس الاتحادي ألكسندر فان دير بيلين (الذي كان في الماضي رئيساً لحزب الخضر الذي خرج من البرلمان في هذه الانتخابات) وزيرَ الخارجية السابق سيباستيان كورتس بتشكيل الحكومة، وفي 23 من نفس الشهر اتخذ حزب الشعب قراره بدء مفاوضات التكتل مع حزب الحرية وأبلغ الرئيس الاتحادي بذلك، فيما أعلن الحزب الديمقراطي الاجتماعي ( SPÖ) انتقاله إلى المعارضة البرلمانية بزعامة المستشار النمساوي السابق كريستيان كيرن. في 24 أكتوبر بدأت المفاوضات الرسمية لتشكيل الائتلاف، التي استمرت حتى 15 ديسمبر وأثمرت تشكيل الحكومة برئاسة كورتس.
ويُعدّ كورتس البالغ من العمر 31 عاماً آنذاك أصغر من يشغل منصب رئيس الحكومة في العالم (في عام 2017).
| المنصب                                      | صورة | الاسم                  | الحزب                      |
| ------------------------------------------- | ---- | ---------------------- | -------------------------- |
| المستشار الاتحادي للنمسا                    |      | سيباستيان كورتس        | حزب الشعب النمساوي (ÖVP)   |
| نائب المستشار ووزير الخدمات العامة والرياضة |      | هاينتس كريستيان شتراشه | حزب الحرية النمساوي (FPÖ ) |
| وزيرة الاندماج والخارجية وأوروبا            |      | كارين كنايسل           | لا تنتمي إلى أي حزب        |
| وزير الداخلية                               |      | هيربرت كيكل            | حزب الحرية النمساوي (FPÖ ) |
| وزير الدستور والاصلاحات والعدل              |      | يوزف موزر              | بدون حزب                   |
| وزير المالية                                |      | هارتفيش لوجر           | حزب الشعب النمساوي (ÖVP)   |
| وزيرة العمل والصحة وحماية المستهلك          |      | بيأته هارتنجر كلاين    | حزب الحرية النمساوي (FPÖ ) |
| وزيرة الاستدامة والسياحة                    |      | إيليزابيت كوستينجر     | حزب الشعب النمساوي (ÖVP)   |
| وزير الدفاع                                 |      | ماريو كوناسيك          | حزب الحرية النمساوي (FPÖ ) |
| وزير النقل والابتكار والتكنولوجيا           |      | نوبرت هوفر             | حزب الحرية النمساوي (FPÖ ) |
| وزير التعليم والعلوم والبحث                 |      | هاينتس فاسمان          | بدون حزب                   |
| وزيرة الرقمنة والمواقع الاقتصادية           |      | مارجريتا شرامبوك       | حزب الشعب النمساوي (ÖVP)   |